# Volkswagen ID.5
De Volkswagen ID.5 is een volledig elektrische auto van autoproducent Volkswagen uit Duitsland. De auto wordt ook wel een 'SUV-coupé' genoemd op basis van de aflopende daklijn, en zou in 2022 in Europa uit moeten komen, hoewel er vertragingen verwacht worden vanwege slechte verkrijgbaarheid van onderdelen.

## Specificaties
De auto wordt in verschillende variaties beschikbaar, waaronder Pro, Pro Performance en GTX, welke verschillende configuraties van aandrijving hebben.
Gegevens van de 'Pro'-uitvoering:

### Vervoer
De auto biedt 5 zitplaatsen, waarvan 3 geschikt zijn voor Isofix-kinderzitjes. Er is standaard 549 liter kofferbakruimte, die uitgebreid kan worden tot maximaal 1561 liter. De auto heeft dakrails, die een maximale daklast van 75 kg aankunnen. Verder is de auto voorzien van een trekhaak, waarmee maximaal 750 kg ongeremd en 1000 kg geremd getrokken mag worden. De maximale verticale kogeldruk is 75 kg.

### Accu
De auto heeft een 82 kWh grote tractiebatterij waarvan 77 kWh bruikbaar is. Dit resulteert in een WLTP-gemeten actieradius van 516 km, wat neerkomt op 430 km in de praktijk. De accu is actief gekoeld en wordt geproduceerd door LG Chem. Het accupakket heeft een nominale spanning van 350 volt en weegt ongeveer 493 kg.

### Opladen
De accu van de auto kan standaard worden opgeladen via een Type 2-connector (Mennekes) met een maximaal laadvermogen van 11 kW door gebruik van driefase 16 ampère, waarmee de auto in 8,25 uur van 0% naar 100% geladen kan worden. Bij gebruik van een snellader met een CCS-aansluiting kan een laadsnelheid van maximaal 135 kW worden bereikt, waarmee de auto in minimaal 33 minuten van 10% naar 80% geladen kan worden, wat neerkomt op een snellaadsnelheid van 540 km/u.

### Prestaties
De elektronische aandrijflijn van de auto kan 128 kW of 174 pk aan vermogen leveren, waarmee de auto met 235 Nm koppel in 10,4 seconden kan optrekken van 0 naar 100 km/u. De maximale snelheid die bereikt kan worden is ongeveer 160 km/u.

## Galerij

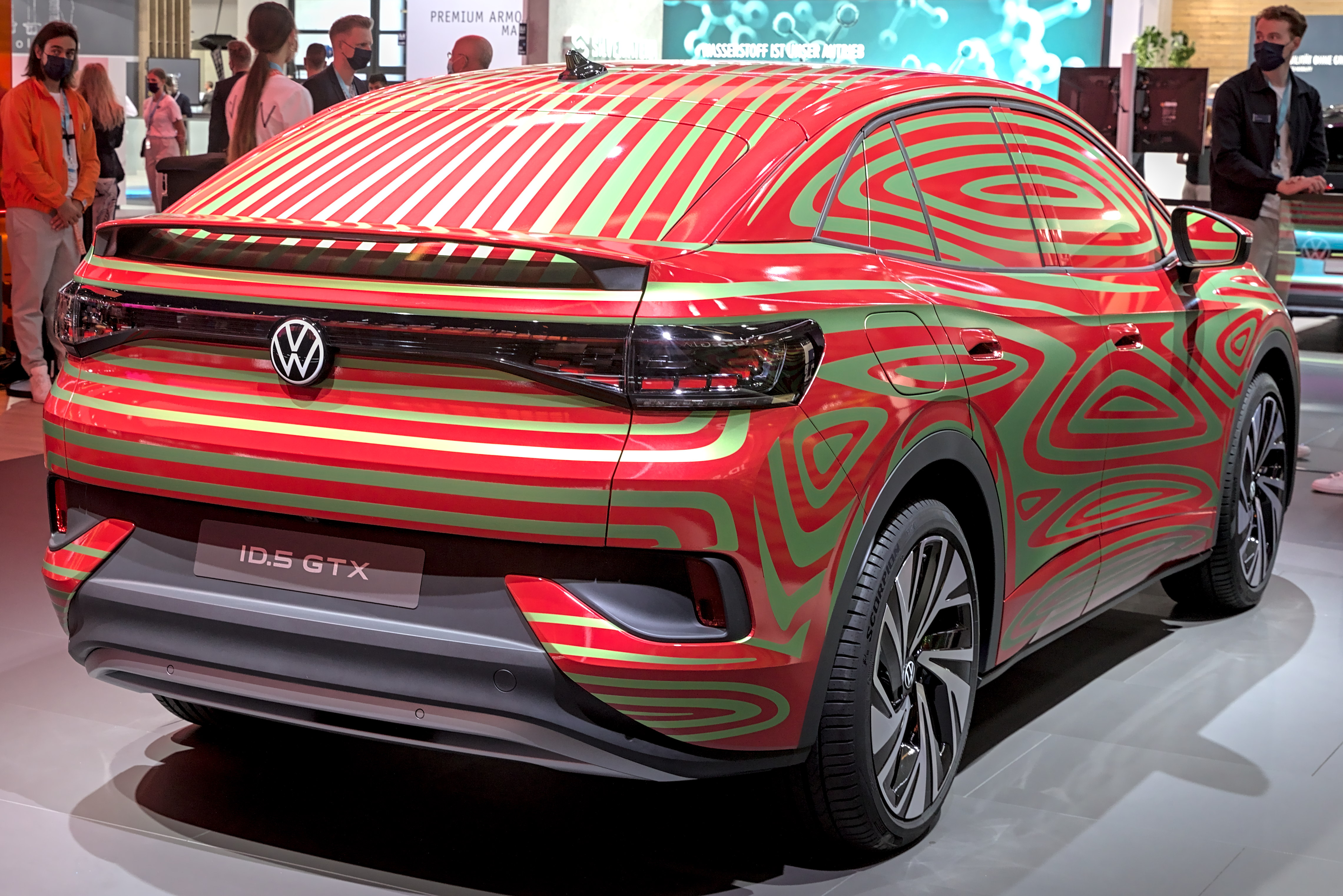
Prototype van pre-productiemodel, achterkant
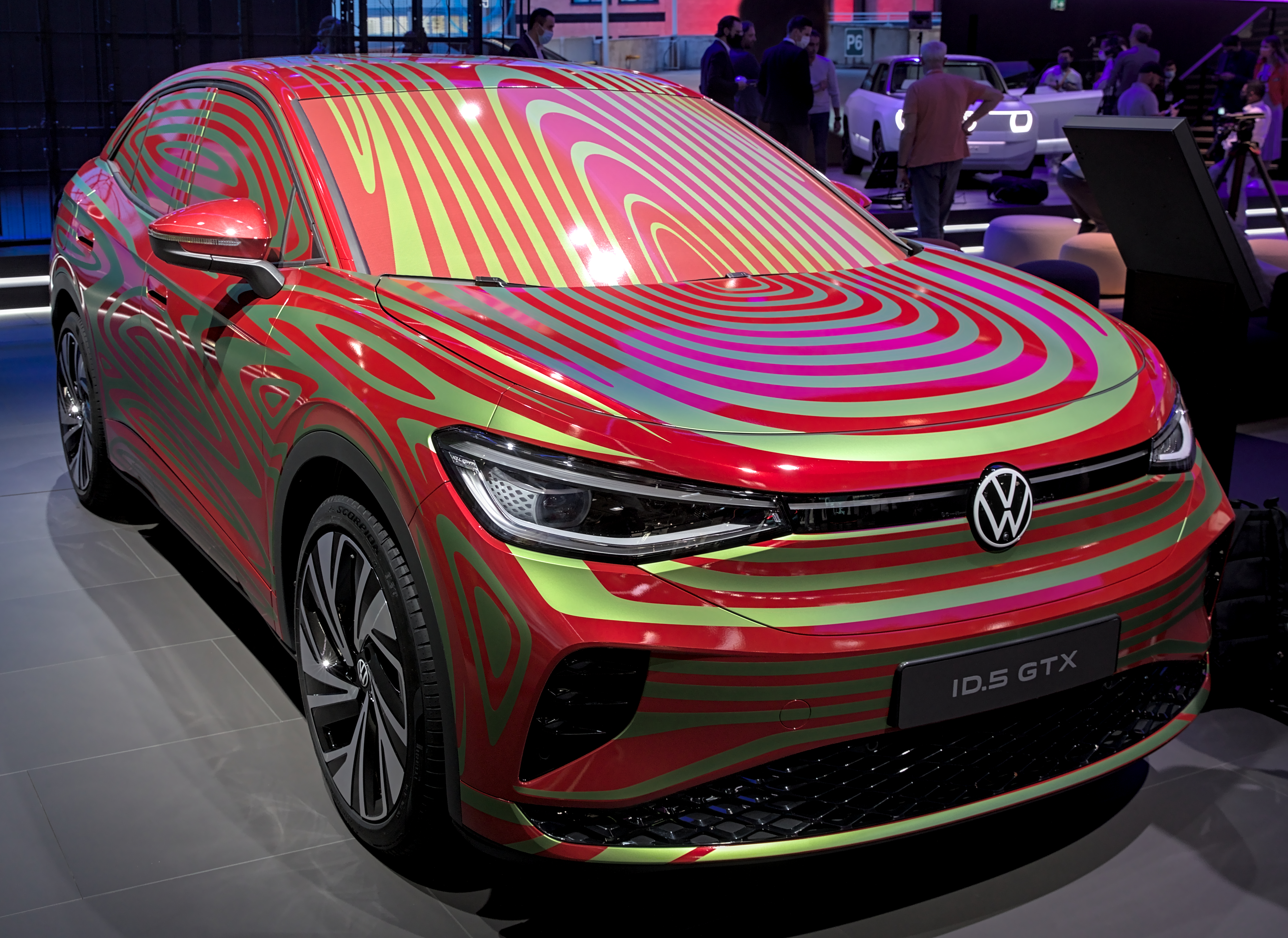
Prototype van pre-productiemodel, voorkant
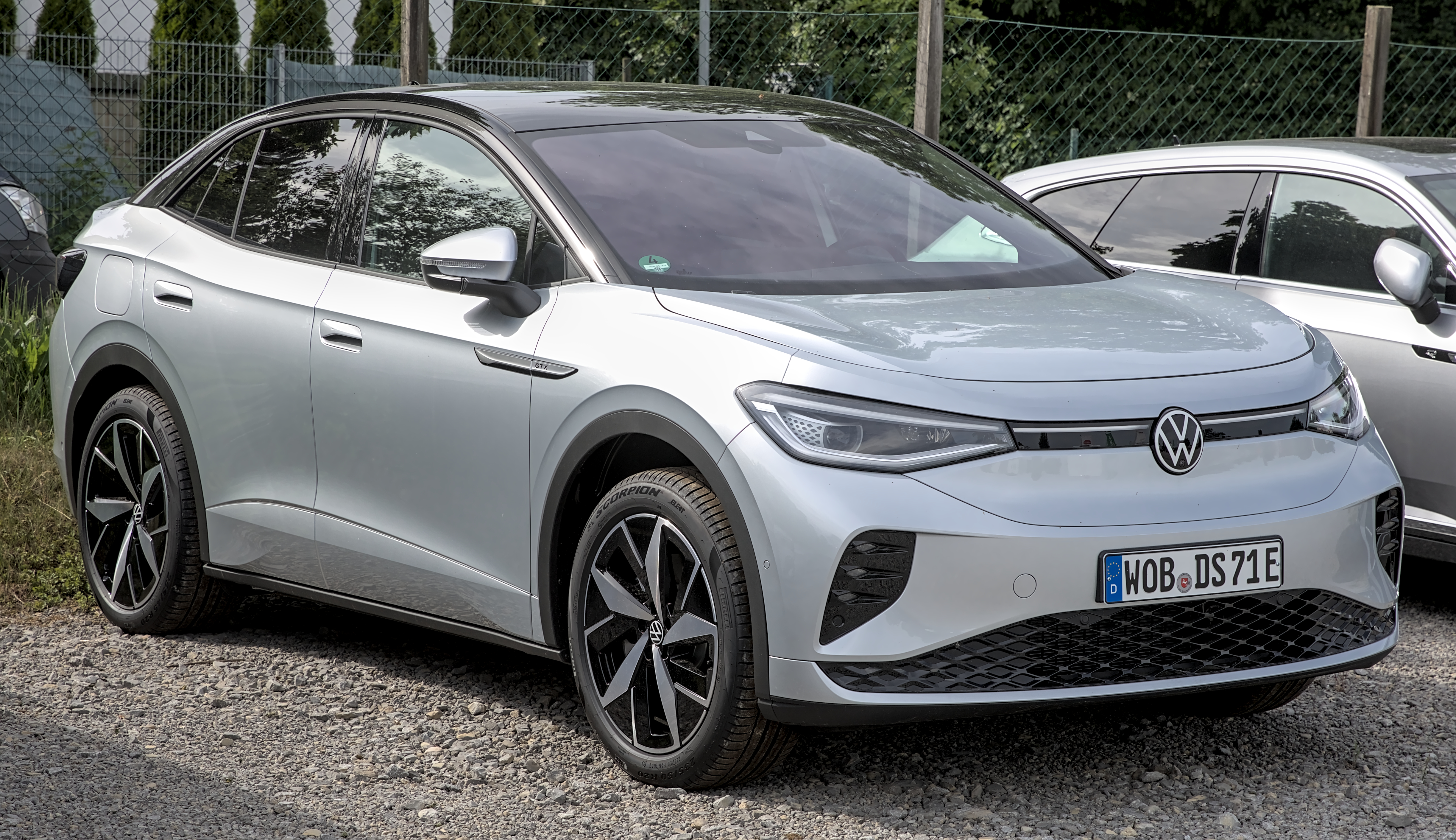
Voorkant, GTX-variant
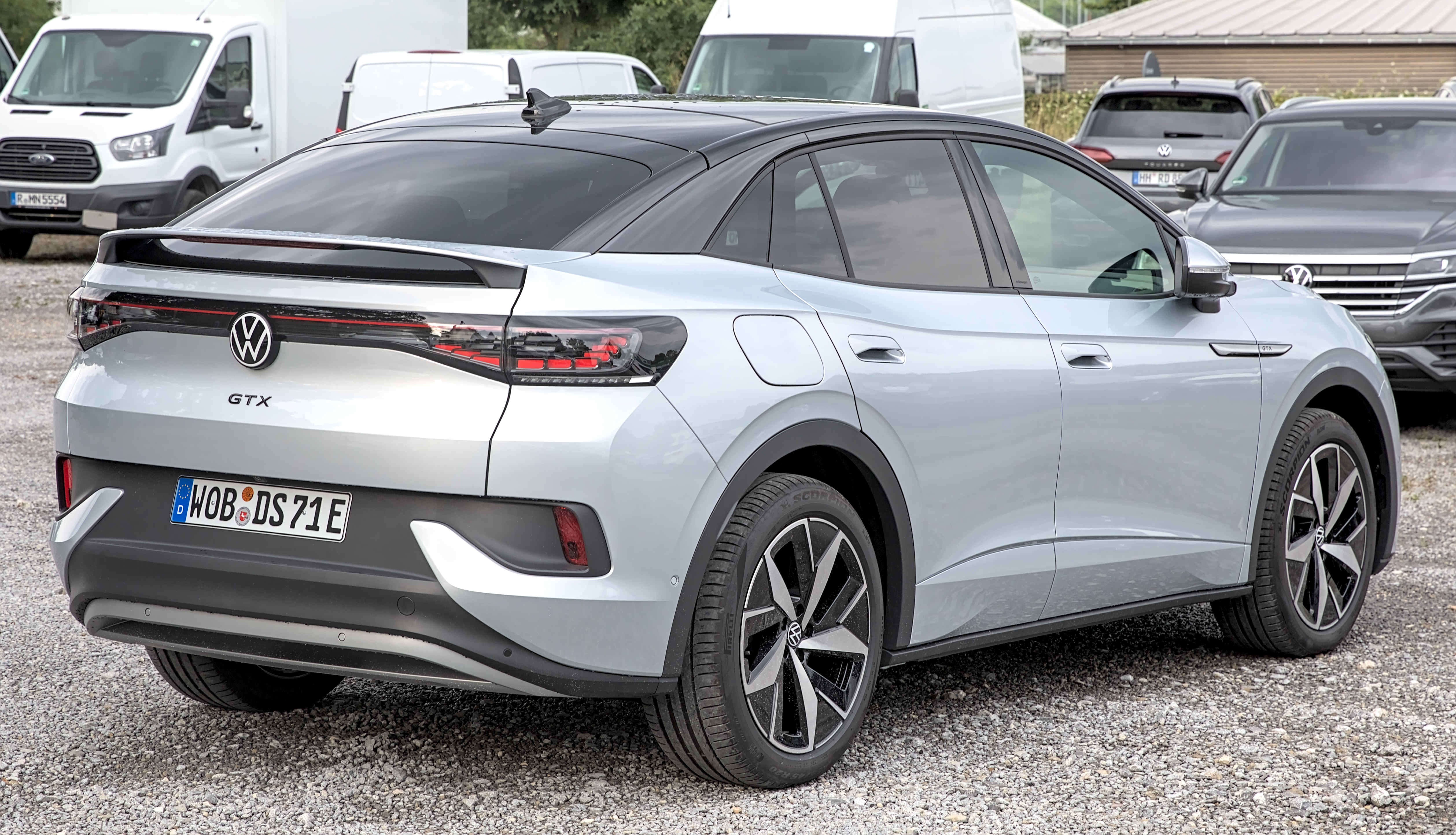
Achterkant, GTX-variant